# Internationale Vereinigung für gesetzlichen Arbeiterschutz
Die Internationale Vereinigung für gesetzlichen Arbeiterschutz (französisch Association internationale pour la protection légale des travailleurs, englisch Association for Labour Legislation, italienisch Associazione internazionale per la protezione dei lavoratori) war ein internationaler privatrechtlich organisierter Verein, der auf dem Internationalen Kongress für Arbeiterschutz vom 25. bis 28. Juli 1900 in Paris gegründet wurde und bis 1925 bestand. Die internationale Organisation war eine unmittelbare Vorläuferorganisation der Internationalen Arbeitsorganisation (IAO, englische Abkürzung: ILO), die noch heute als Sonderorganisation der Vereinten Nationen besteht. Die Internationale Vereinigung betrieb das seit 1901 bestehende Internationale Arbeitsamt in Basel. Die beiden Gründungsdaten werden oft verwechselt.

## Aufgaben
Die Statuten hatten als Aufgaben festgeschrieben, die Internationale Vereinigung solle ein Bindeglied sein, zwischen allen, die in den Industrieländern Arbeitsschutzgesetzgebung für notwendig erachteten. Sie sollte ein internationales Büro einrichten, das eine regelmäßige Publikation über die Arbeitsgesetzgebung aller Staaten herauszugeben hatte, in den Sprachen Französisch, Deutsch und Englisch.

## Organisation
Auf der Konferenz von Paris wurde ein provisorisches internationales Komitee als Leitung der Vereinigung eingesetzt, das aus dem Schweizer Paul Scherrer, dem Deutschen Hans Hermann von Berlepsch, dem Österreicher Eugen Philippovich von Philippsberg, dem Franzosen Paul Cauwès, dem Belgier Ernest Mahaim, der die Statuten verfasst hatte, und dem Italiener Giuseppe Toniolo bestand.
Der Vereinigung konnten Personen und Vereinigungen angehören. Die Finanzierung erfolgte privat über Beiträge und über Zuwendungen von Regierungen. Außerdem konnten nationale Sektionen der Internationalen Vereinigung gegründet werden. Die Regierungen der Staaten waren aufgefordert, Beobachter zu entsenden. Jede teilnehmende Nation sollte ein Mitglied für das Leitungskomitee bestimmen.
Jede Nation hatte am Sitz in Basel mit sechs Stimmen Stimmrecht. Diese Stimmenzahl konnte mit einer höheren Mitgliederzahl steigen, aber nicht über zehn Stimmen hinaus. Die stimmberechtigten Mitglieder wurden von den Nationen benannt. Ihre Amtszeit war nicht begrenzt. Neue Mitglieder wurden kooptiert. Die Leitung blieb jeweils zwei Jahre im Amt. Sie wurde zunächst vom Schweizer Ständerat Scherrer präsidiert, dann von seinem Landsmann Adrien Lachenal. Sie wurde ausschließlich von Schweizern geleitet.
Das Internationale Komitee der Vereinigung bestand aus den nationalen Sektionen und trat alle zwei Jahre zusammen. Es gab fünfzehn nationale Sektionen: z. B. die Gesellschaft für soziale Reform in Deutschland, die Österreichische Gesellschaft für Arbeiterschutz, die Association française pour la protection légale des travailleurs und die British Association for Labour Legislation.
Das von den Statuten vorgesehene internationale Büro wurde am 1. Mai 1901 in Basel als Internationales Arbeitsamt (frz. Office international du travail) gegründet und gab als regelmäßige Publikation das Bulletin des Internationalen Arbeitsamts heraus, das in Französisch, deutsch und englisch erschien. Es sollte alle Regelungen und Gesetze aller Staaten veröffentlichen, die dem Arbeitsschutz galten, vergleichende Untersuchungen enthalten, Forschungen zur Arbeitsgesetzgebung erleichtern, den Mitgliedern Hinweise zur Umsetzung geben, die Angleichung der Arbeitsgesetzgebungen ermöglichen und Anstöße zu internationalen Kongressen zur Arbeitsgesetzgebung geben.
Generalsekretär der Internationalen Vereinigung, Leiter des Internationalen Arbeitsamts und Herausgeber der Bulletins wurde der Nationalökonom Stephan Bauer (in französischen Publikationen Ètienne Bauer), der diese Aufgaben bis 1925 wahrnahm.

## Geschichte
Die Geschichte des Arbeitsschutzes wird in der Regel mit den Februarerlassen von Kaiser Wilhelm II. von 1890 begonnen. Vom 15. bis 23. März 1890 fand in Berlin die erste Internationale Arbeitsschutzkonferenz statt. Hier wurde aber lediglich der Anstoß zu weiteren Bemühungen gegeben, da keine verbindlichen Regelungen zustande kamen. Die mit Arbeits- oder Arbeiterschutz Beschäftigten waren weiter auf private Organisationen und Initiativen angewiesen. In der Folgezeit entwickelten sich besonders in der Schweiz private und staatliche Vorstöße zum internationalen Arbeits- oder Arbeiterschutz. Vor allem die in der Schweiz mögliche Zusammenarbeit von Arbeiterbewegung und Regierung ermöglichte es, die Initiative für weitere internationale Konferenzen zu ergreifen. Vom 23. bis 28. August 1897 fand in Zürich ein Internationaler Arbeitsschutzkongreß statt, an dem neben z. B. August Bebel 392 Delegierte und 180 Gäste aus 30 Ländern teilnahmen, vor allem Arbeitervertreter mit sozialdemokratischer und christlich-sozialer Ausrichtung. Im selben Jahr, vom 27. bis 30. September fand sich in Brüssel eine Gruppe von Professoren aus Deutschland und Belgien zusammen (u. a. Lujo Brentano, Franz Hitze, Schmoller und Mahaim), die eine Organisationsgruppe mit Sitz Brüssel gründeten, um eine weitere Arbeiterschutzkonferenz vorzubereiten. Diese fand 1900 in Paris zeitgleich mit der Weltausstellung statt und führte zur Gründung der Internationalen Vereinigung für gesetzlichen Arbeiterschutz.
Die Internationale Vereinigung hielt Generalversammlungen 1904 in Basel, 1906 in Genf, 1908 in Luzern, 1910 in Lugano und 1912 in Zürich ab. Es gelang der Internationalen Vereinigung in Zusammenarbeit mit dem Schweizer Bundesrat auf einer Expertenkonferenz vom 8. bis 17. Mai 1905 und einer folgenden Diplomatenkonferenz vom 17. bis 26. September in Bern die erste verbindliche internationale Übereinkunft zum Arbeiterschutz durchzusetzen: Die Berner Konvention über das Verbot von Frauennachtarbeit und das Verbot von weißem Phosphor in der Zündholzfertigung. Eine weitere Initiative zur Begrenzung der Arbeitszeit für Frauen und junge Arbeiter, die auf einer Expertenkonferenz vom 15. bis 25. September 1913 wiederum in Bern ausgehandelt worden war, wurde nicht mehr international anerkannt, sondern vom Ausbruch des Ersten Weltkrieges unterbunden.
Der Erste Weltkrieg löste die Internationale Vereinigung nicht auf, sie fand nach Kriegsende schnell wieder zusammen. Die Friedensverträge sahen die Gründung der Internationalen Arbeitsorganisation ILO vor, an die die Aufgaben und die Bibliothek des Internationalen Arbeitsamts abgegeben wurden. Es fanden weiter Generalversammlungen statt, die aber zunehmend von nationalen Rivalitäten überschattet wurden. Die Internationale Vereinigung befasste sich mit den Themen Internationale Arbeitsorganisation, Landarbeiterfrage und Betriebsräte. Vom 2. bis 4. Oktober 1924 veranstaltete die Internationale Vereinigung für gesetzlichen Arbeiterschutz gemeinsam mit der Internationalen Vereinigung zur Bekämpfung der Arbeitslosigkeit in Prag den Internationalen Kongress für Sozialpolitik, an dem 100 Delegierte teilnahmen.
Am 24. September 1925 schlossen sich in Bern die Internationale Vereinigung für gesetzlichen Arbeiterschutz, die Internationale Vereinigung zur Bekämpfung der Arbeitslosigkeit und das Internationale Komitee für Sozialversicherung zur Internationalen Vereinigung für Sozialen Fortschritt zusammen. Damit hörte die Internationale Vereinigung für gesetzlichen Arbeiterschutz auf, zu bestehen.

## Bedeutung
Die Internationale Vereinigung für gesetzlichen Arbeiterschutz steht als Organisation zwischen privatem und staatlichem Handeln, zwischen bürgerlichen und christlichen Sozialreformern und der Arbeiterbewegung, zwischen Konservatismus, katholischer Soziallehre und Sozialismus, zwischen Wissenschaft und Politik. Sie repräsentiert fast klassisch die unterschiedlichen Motive und Ursprünge der Sozialpolitik. Das Studium ihrer Geschichte gibt Auskunft über die internationale Vernetzung zwischen Milieus, Klassen und Regierungen bei der Bearbeitung der Fragen des Arbeitsschutzes.